# Jonathan Bell
Jonathan Charles Bell (Belfast, 7 febbraio 1974) è un ex rugbista a 15 e allenatore di rugby proveniente dall'Irlanda del Nord, già tre quarti centro dell'Ulster e Northampton nonché internazionale per l'Irlanda; dopo il ritiro si è dedicato alla carriera tecnica e all'insegnamento a Belfast; a partire dalla stagione 2015-16 è assistente allenatore presso la formazione inglese del Gloucester.

## Biografia
Nativo di Belfast e cresciuto a Larne, compì gli studi superiori a Coleraine, dove si formò anche rugbisticamente.
Attivo a livello di club nel Ballymena, nel 1994 esordì in Nazionale contro l'Australia a Brisbane nel corso del tour irlandese nel Pacifico, e un anno più tardi fu incluso nella rosa dei giocatori che presero parte alla Coppa del Mondo di rugby 1995 in Sudafrica.
Trasferitosi in Inghilterra a Loughborough nel 1996 per compiervi gli studi universitari in scienze motorie e sportive, fu ingaggiato dal Northampton con cui rimase due stagioni prima di tornare in Irlanda del Nord nel Dungannon e, a livello di squadra provinciale, dall'Ulster, con cui si aggiudicò la Heineken Cup 1998-99 battendo 21-6 la francese Colomiers nella finale di Dublino in cui Bell fu premiato come miglior giocatore dell'incontro.
In quello stesso anno prese anche parte alla Coppa del Mondo di rugby 1999 che si tenne nelle Isole Britanniche.
Debuttò nel 2001 con Ulster nella neoistituita Celtic League vincendola nel suo ultimo anno da professionista, nel 2006.
Il suo ultimo incontro in Nazionale fu di quasi tre anni antecedente al suo ritiro dall'attività, alla vigilia della Coppa del Mondo di rugby 2003 in Australia alla quale fu convocato ma durante cui non scese mai in campo.
Dopo il ritiro passò a dirigere il settore sviluppo di alto livello della provincia dell'Ulster, per poi diventare assistente allenatore della stessa squadra, oltre a esercitare come insegnante di educazione fisica a Belfast.
Nel 2015 ha sottoscritto un contratto per entrare a far parte dello staff tecnico del Gloucester, formazione inglese di Premiership, a partire dalla stagione 2015-16 come allenatore dei tre quarti.

## Palmarès
- Heineken Cup: 1
Ulster: 1998-99
- Celtic League: 1
Ulster: 2005-06
- Celtic Cup: 1
Ulster: 2003-04